# Comuna Lîsîce, Slavuta
Lîsîce (în ucraineană Лисиче) este o comună în raionul Slavuta, regiunea Hmelnîțkîi, Ucraina, formată din satele Didova Hora, Lîsîce (reședința) și Potereba.

## Demografie
Componența lingvistică a comunei Lîsîce
     Ucraineană (98,4%)
     Rusă (1,46%)
     Alte limbi (0,13%)
Conform recensământului din 2001, majoritatea populației comunei Lîsîce era vorbitoare de ucraineană (98,4%), existând în minoritate și vorbitori de rusă (1,46%).